# 都賀静子
都賀 靜子（つが しずこ、1912年5月18日 - ?）は、日本の女優、元子役である。新漢字表記都賀 静子、本名須永 靜子（すなが しずこ）。

## 人物・来歴
1912年（明治45年）5月18日、東京府東京市本郷区駒込坂下町（現在の東京都文京区千駄木2丁目あるいは3丁目）に生まれる。実父は俳優の都賀清司（1885年 - 1946年）、実弟はのちに子役となる都賀一司である。
幼少時から都賀清司とともに映画や舞台に子役として出演した。1923年（大正12年）9月1日に起きた関東大震災のため、関西に移り、1924年（大正13年）には牧野省三率いるマキノ映画製作所の等持院撮影所に入社した。同社は、1924年（大正13年）7月に東亜キネマに吸収合併され、同撮影所は東亜キネマ等持院撮影所となり、都賀は、東亜キネマの甲陽撮影所に異動した。1925年（大正14年）6月には、牧野が再度独立、御室撮影所を開いてマキノ・プロダクションを設立、都賀は、東亜キネマからマキノへ移籍した。満14歳となった1926年（大正15年）6月18日に公開された『祇園情話 春雨草紙 千代香の巻』（監督金森万象）で主演を果たす。1929年（昭和4年）7月25日、牧野省三が亡くなり、同年9月にマキノ正博を核とした新体制が発表になると、都賀は、マキノ智子、松浦築枝、岡島艶子、大林梅子、桜木梅子、生野初子、河上君栄、三保松子、泉清子らとともに「俳優部女優」に名を連ねた。その後、新体制下のマキノ・プロダクションは財政が悪化し、1931年（昭和6年）3月27日に公開された『塩原多助』（監督吉野二郎）を最後に退社している。
同年、東活映画に入社したが、同社は同年10月に解散している。同年、高村正次らによる宝塚キネマ興行に移籍したが、同社も解散に追い込まれ、1934年（昭和9年）1月9日に公開された『空の潜航艇』を最後に、満21歳で映画界を引退したとされる。しかしながら、1935年（昭和10年）1月10日に公開された日活京都撮影所作品、『維新三剣士』（監督辻吉朗）に出演した記録が残っている。その後、満州国に渡って飲食業の傍ら慰問公演を続け、戦争末期には父・清司も公演に加わったが、間も無く終戦を迎える。ところが、1946年（昭和21年）6月17日、引き揚げの途中に父・清司が死去。一方、弟・一司は出征中であったが、無事に帰還し、後に京扇の製作に携わった。
第二次世界大戦後、東映京都撮影所を中心に、映画界に復帰している。満47歳となった1959年（昭和34年）7月14日に公開された『怪談一つ目地蔵』（監督深田金之助）が、記録に見える戦後最初のクレジットである。1966年（昭和41年）4月には、プロダクション鷹が製作した成人映画『女体標本』（監督木俣堯喬）に、新派の和歌浦糸子（1897年 - 1975年）、岡島艶子（1909年 - 1989年）らヴェテラン女優とともに出演している。満55歳となった1968年（昭和43年）9月3日に公開された『いかさま博奕』（監督小沢茂弘）に出演したのが、記録に残る最後の作品である。その9年後、満64歳となった1977年（昭和52年）1月、1930年（昭和5年）2月28日に公開された『祇園小唄絵日傘 第一話 舞の袖』（監督金森万象）のフィルムが発見され、京都府フィルムライブラリーにより京都府立文化芸術会館で上映された際、都賀は金森と共に出席して当時の思い出を語り、話題になった。その3年後、満67歳となった1980年（昭和54年）12月31日に発行された『日本映画俳優全集・女優編』（キネマ旬報社）の都賀の項には、存命人物として京都府京都市右京区谷口円成寺町の連絡先が示されているが、すでに引退しており、以降の消息は不明である。没年不詳。

## フィルモグラフィ

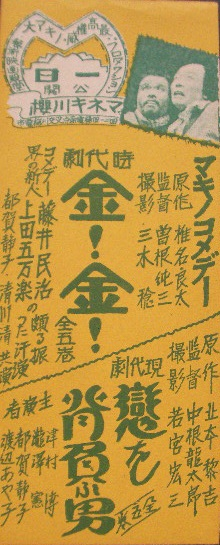
『金!金! 時代篇』『戀を背負ふ男』を同時上映した桜川キネマでの1926年公開時のポスター。いずれの作品にも都賀の名が確認できる。

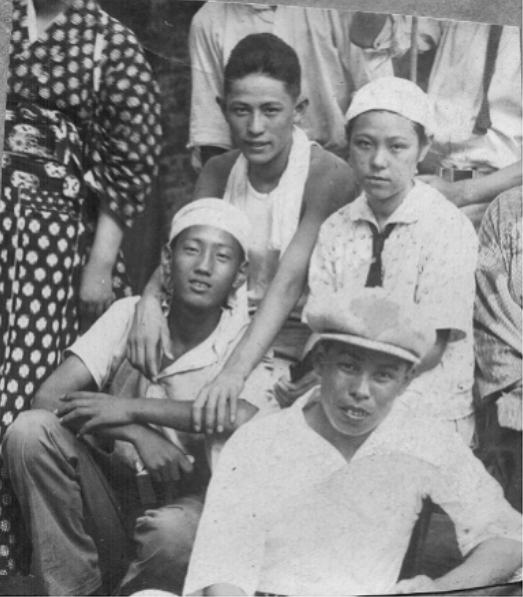
『祇園情話 春雨草紙 千代香の巻』（1926年）撮影時のオフショット、左奥の白い帽子の少女が都賀（満14歳）、その右が当時俳優のマキノ正唯（マキノ雅弘、満18歳）、そのすぐ前が助監督の管家紅葉（満17歳）、手前が監督の金森萬象（当時満32歳）。

クレジットはすべて「出演」である。公開日の右側には役名、および東京国立近代美術館フィルムセンター（NFC）、マツダ映画社所蔵等の上映用プリントの現存状況についても記す。同センター等に所蔵されていないものは、とくに1940年代以前の作品についてはほぼ現存しないフィルムである。資料によってタイトルの異なるものは併記した。

### 初期
サイレント映画である。
- 『火炎の中より』 : 監督村田実、原作星野辰男、撮影白井茂、製作東京シネマ商会、1924年ころ

### 東亜キネマ甲陽撮影所
すべて製作は「東亜キネマ甲陽撮影所」、配給は「東亜キネマ」、すべてサイレント映画である。
- 『熱血の洗礼』 : 監督本山裕見、1924年7月31日公開 - 流しの女の子
- 『死よりも哀し』 : 監督上月吏、1924年10月1日公開
- 『それ見た事か』 : 監督井上金太郎、1924年11月9日公開 - 玉子
- 『母』 : 監督桜庭喜八郎、1925年1月22日公開
- 『新竹取物語』 : 監督曾根純三、1925年4月8日公開 - その娘お君
- 『白痴の唄』 : 監督仁科熊彦、1925年4月29日公開

### マキノプロダクション御室撮影所
特筆以外すべて製作は「マキノ・プロダクション御室撮影所」、配給は「マキノ・プロダクション」、すべてサイレント映画である。
- 『黒白双紙』 : 監督曾根純三、1926年1月4日公開 - 娘お静
- 『修羅八荒 第一篇』 : 総監督マキノ省三、監督二川文太郎・勝見正義・橋本佐一呂、1926年2月15日公開 - 小糸
- 『豆本太閤記』 : 監督曾根純三、1926年2月26日公開 - 妹娘小百合
- 『修羅八荒 第二篇』 : 総監督マキノ省三、監督二川文太郎・勝見正義、1926年3月3日公開 - 小糸
- 『闇乃森』 : 監督橋本佐一呂、1926年3月26日公開 - 小一郎妹お露
- 『金!金! 現代篇』 : 監督曾根純三、1926年4月30日公開
- 『金!金! 時代篇』 : 監督曾根純三、1926年4月30日公開
- 『人生親爺となる勿れ』 : 監督・主演中根龍太郎、1926年5月14日公開 - 次女絹江
- 『夕陽の沈むころ』（『夕陽の沈む頃』[3]） : 監督富沢進郎、1926年5月28日公開 - お静
- 『刃門』 : 監督水野正平、1926年6月4日公開 - 舞子菊次
- 『祇園情話 春雨草紙 千代香の巻』[2][3]（『花吹雪春雨草紙』[3]） : 監督金森万象、1926年6月18日公開 - 舞妓千代香（主演）
- 『戀を背負ふ男』（『恋を背負う男』） : 監督中根龍太郎、1926年6月25日公開 - 娘
- 『蛮骨漢 前篇』 : 監督富沢進郎、1926年7月15日公開 - 美津子、前後篇62分尺で現存（NFC所蔵[7]）
- 『蛮骨漢 後篇』 : 監督富沢進郎、1926年7月23日公開 - 美津子、同上[7]
- 『土塊を焼く町』 : 監督富沢進郎、1926年7月30日公開
- 『奮闘児』 : 監督富沢進郎、1926年8月13日公開
- 『大江戸の丑満時』 : 監督マキノ省三、1926年9月17日公開
- 『バィオレットお伝』（『ヴァイオレットお伝』[3]） : 監督高見貞衛、1926年10月8日公開 - 木村許婚お君
- 『村に来た呑気者』 : 監督中根龍太郎、1926年12月15日公開 - その連れ子千江子
- 『闇黒の街』 : 監督高見貞衛、1926年12月22日公開 - 妹おゆき
- 『メリケン物語』 : 監督富沢進郎、1926年12月31日公開
- 『鈴蘭の唄』 : 監督鈴木謙作、1927年1月5日公開 - 天平の女女工鈴子
- 『狼火』 : 監督金森万象、1927年1月21日公開
- 『謎の一夜』 : 監督マキノ正博、1927年3月31日公開 - 夢を喰う女
- 『穴』 : 監督曾根純三、1927年4月15日公開
- 『鞍馬天狗異聞 角兵衛獅子』 : 監督曾根純三、1927年4月29日公開 - 舞妓千代駒
- 『恋の守備兵』 : 監督中根龍太郎、製作勝見庸太郎プロダクション、1927年6月10日公開 - 混血児の娘
- 『消ゆる船唄』 : 監督富沢進郎、1927年12月1日公開
- 『愛しき彼』 : 監督マキノ正博、1928年1月29日公開
- 『忠魂義烈 実録忠臣蔵』 : 監督マキノ省三、1928年3月14日公開 - 浮橋の引舟田毎、78分尺で現存（NFC所蔵[7]）
- 『裏切る蛩音』（『裏切る足音』[3][12]） : 監督城戸品郎、1928年4月3日公開 - 妹おせん
- 『旋風児』 : 監督富沢進郎、製作マキノプロダクション名古屋撮影所、1928年4月3日公開
- 『伊達男』 : 監督押本七之助、1928年6月8日公開
- 『蹴合鶏』 : 監督マキノ正博、1928年6月29日公開 - お松
- 『佐平次捕物帖 謎 後篇』（『謎』[3]） : 監督金森万象、1928年9月21日公開
- 『大学のイーグル 第一篇』 : 監督川浪良太、1928年9月28日公開 - アパートの娘
- 『兇状持』 : 監督人見吉之助、1928年10月20日公開 - お花
- 『兄貴』 : 監督三上良二、1928年10月26日公開
- 『京屋の娘』 : 監督吉野二郎、1928年11月8日公開 - お花
- 『不可解の人』 : 監督川浪良太、1928年11月14日公開
- 『大学のイーグル 第三篇』 : 監督川浪良太、1929年1月20日公開 - お綱
- 『敵討加賀見山』 : 監督吉野二郎、1929年1月25日公開 - 左枝
- 『水戸黄門 東海道篇』 : 監督中島宝三、1929年2月1日公開 - 敷島
- 『大化新政』 : 総監督マキノ省三、監督補助二川文太郎・稲葉蛟児・金森万象・マキノ正博・松田定次・中島宝三・押本七之助・吉野二郎、1929年3月1日公開 - 織波
- 『豊大閤 足軽篇』 : 監督中島宝三、1929年3月21日公開 - 柴田娘椿姫
- 『後の水戸黄門』 : 監督中島宝三、1929年5月17日公開 - お島
- 『怪異千姫狂乱』 : 監督中島宝三、1929年7月5日公開 - 萩野
- 『地獄剣』（『地獄劔』[3]） : 監督並木鏡太郎、1929年11月29日公開 - 養女お菊
- 『職工慰安会』 : 監督神田金太郎、1930年1月5日公開
- 『巷譚 両国橋』（『両国橋』[3]） : 監督中島宝三、1930年1月10日公開 - 妹お雪
- 『祇園小唄絵日傘 第一話 舞の袖』 : 監督金森万象、1930年2月28日公開 - 橘姫
- 『草に祈る』 : 監督三上良二、1930年3月7日公開
- 『白銀の丘』 : 監督川浪良太、1930年4月4日公開 - 鈴脇俳沙子
- 『吹雪の一夜』 : 監督稲葉蛟児、1930年4月10日公開
- 『恋愛病者』 : 監督人見吉之助、1930年4月25日公開
- 『湖畔の家』 : 監督金森万象、1930年5月16日公開
- 『砲声轟く』 : 監督三上良二、1930年5月23日公開
- 『ぶらいかん長兵衛』 : 監督並木鏡太郎、1930年8月1日公開
- 『浮世絵双紙』 : 監督中島宝三、1930年9月20日公開
- 『嵐山小唄 しぐれ茶屋』 : 監督金森万象、1930年11月21日公開
- 『快男子』 : 監督柏木一雄、1930年12月19日公開
- 『呑気放亭』 : 監督根岸東一郎、1931年1月10日公開
- 『人形になった女』 : 監督人見吉之助、1931年1月22日公開
- 『落第坊主』 : 監督水上譲太郎、1931年1月30日公開
- 『血ろくろ伝記 前篇』（『血ろくろ伝奇』[3]） : 監督金森万象、1931年3月6日公開 - 阿波徳の娘お鶴、『血ろくろ傳奇』の題・65分尺で現存（NFC所蔵[7]）
- 『不景気大征伐』 : 監督三上良二、1931年3月13日公開
- 『昭和人情噺』 : 監督吉野二郎、1931年3月13日公開 - 娘お小夜
- 『塩原多助』 : 監督吉野二郎、1931年3月27日公開

### 東活映画
すべて製作・配給は「東活映画」、すべてサイレント映画である。
- 『天眼通 女難時代』 : 監督米沢正夫、1931年製作・公開
- 『暁の鶴声』（『暁の鶏声』[3]） : 監督古海卓二、1932年1月19日公開
- 『凱旋』 : 監督安藤太郎、1932年4月8日公開
- 『天眼通 黄金時代』 : 監督米沢正夫、1932年5月6日公開
- 『海軍士官』 : 監督石原英吉、1932年6月24日公開
- 『英五郎旅姿』 : 監督宇沢義之、1932年7月5日公開

### 宝塚キネマ興行
すべて製作・配給は「宝塚キネマ興行」、すべてサイレント映画である。
- 『驀進街』 : 監督大江秀夫、1932年12月31日公開
- 『乱刃筑波颪』 : 監督大伴麟三、1933年1月5日公開
- 『港の侠児』 : 監督竹田一夫、1933年1月25日公開
- 『嵐の孤児』 : 監督鈴木日出夫、1933年4月15日公開
- 『風流上州颪』 : 監督大伴麟三、1933年4月23日公開
- 『摩天樓の顔役』（『摩天褸の顔役』[3]） : 監督大江秀夫、1933年4月29日公開
- 『牧場の花嫁』 : 監督鈴木日出男（鈴木日出夫）、1933年5月3日公開
- 『三原は晴れて』 : 監督大江秀夫、1933年8月12日公開
- 『神風八幡隊 前篇』 : 監督堀江大生、1933年9月15日公開
- 『神風八幡隊 後篇』 : 監督堀江大生、1933年10月15日公開
- 『曝走する魔人』（『爆走する魔人』[3]） : 監督大江秀夫、1933年11月1日公開
- 『街の艶歌師』 : 監督大江秀夫、1933年11月30日公開
- 『青春の秘歌』 : 監督竹田一夫、1933年製作・公開
- 『熱血健闘王』（『熱血拳闘王』[3]） : 監督大江秀夫、1933年製作・公開
- 『背戸の柿の木』 : 監督米沢正夫、1934年1月5日公開
- 『空の潜航艇』 : 監督大江秀夫、1934年1月9日公開

- 『維新三剣士』 : 監督辻吉朗、製作日活京都撮影所、配給日活、1935年1月10日公開 - お玉[6]

### 東映京都撮影所
特筆以外すべて製作は「東映京都撮影所」、配給は「東映」、すべてトーキーである。
- 『怪談一つ目地蔵』 : 監督深田金之助、1959年7月14日公開 - おしま、67分尺で現存（東映衛星放送放映[13]）
- 『水戸黄門漫遊記 怪魔八尺坊主』 : 監督深田金之助、配給第二東映、1960年3月22日公開 - お房、69分尺で現存（東映衛星放送放映[14]）
- 『野火を斬る兄弟』 : 監督山崎大助、配給第二東映、1960年10月26日公開 - おまつ
- 『地雷火組』 : 監督井沢雅彦、配給第二東映、1960年11月2日公開 - 老婆、79分尺で現存（東映衛星放送放映[15]）
- 『地雷火組 完結篇』 : 監督井沢雅彦、配給第二東映、1960年11月16日公開 - 老婆、79分尺で現存（東映衛星放送放映[16]）
- 『忍術大阪城』 : 監督小野登、配給第二東映、1961年2月8日公開 - お松、77分尺で現存（東映衛星放送放映[17]）
- 『緋ざくら小天狗』 : 監督山崎大助、1961年4月25日公開 - 茶の湯の師匠、78分尺で現存（東映衛星放送放映[18]/VHS発売）
- 『ちゃりんこ街道』 : 監督内出好吉、1961年6月6日公開 - 老婆お里、88分尺で現存（東映衛星放送放映[19]）
- 『ふり袖小姓捕物帖 血文字肌』 : 監督深田金之助、1961年7月2日公開 - お絹の母

- 『冷飯とおさんとちゃん』 : 監督田坂具隆、1965年4月10日公開 - おくに（その女房）、178分尺で現存（NFC所蔵[7]）
- 『関東果し状』 : 監督小沢茂弘、1965年12月31日公開 - 役名不明、90分尺で現存（NFC所蔵[7]）

- 『女体標本』 : 監督木俣堯喬、製作プロダクション鷹、1966年4月製作・公開
- 『骨までしゃぶる』 : 監督加藤泰、1966年6月12日公開 - 役名不明、88分尺で現存（NFC所蔵[7]）
- 『男の勝負』 : 監督中島貞夫、1966年7月1日公開 - 内儀、91分尺で現存（東映衛星放送放映[20]）
- 『情婦』 : 監督木俣堯喬、製作プロダクション鷹、配給日本シネマ、1966年7月製作・公開 - 役名不明、70分尺で現存（NFC所蔵[7]）

- 『博奕打ち』 : 監督小沢茂弘、1967年1月28日公開 - おきん、91分尺で現存（東映衛星放送放映[21]）
- 『博奕打ち 一匹竜』 : 監督小沢茂弘、1967年5月3日公開 - お竹、90分尺で現存（東映衛星放送放映[22]）
- 『大奥㊙物語』 : 監督中島貞夫、1967年7月30日公開 - 役名不明、95分尺で現存（東映衛星放送放映[23]/DVD発売）
- 『座頭市牢破り』 : 監督山本薩夫、製作勝プロダクション・大映京都撮影所、配給大映、1967年8月12日公開 - 役名不明、95分尺で現存（NFC所蔵[7]）
- 『いかさま博奕』 : 監督小沢茂弘、1968年9月3日公開 - おはつ、92分尺で現存（東映衛星放送放映[24]）